# Movimiento antiglobalización

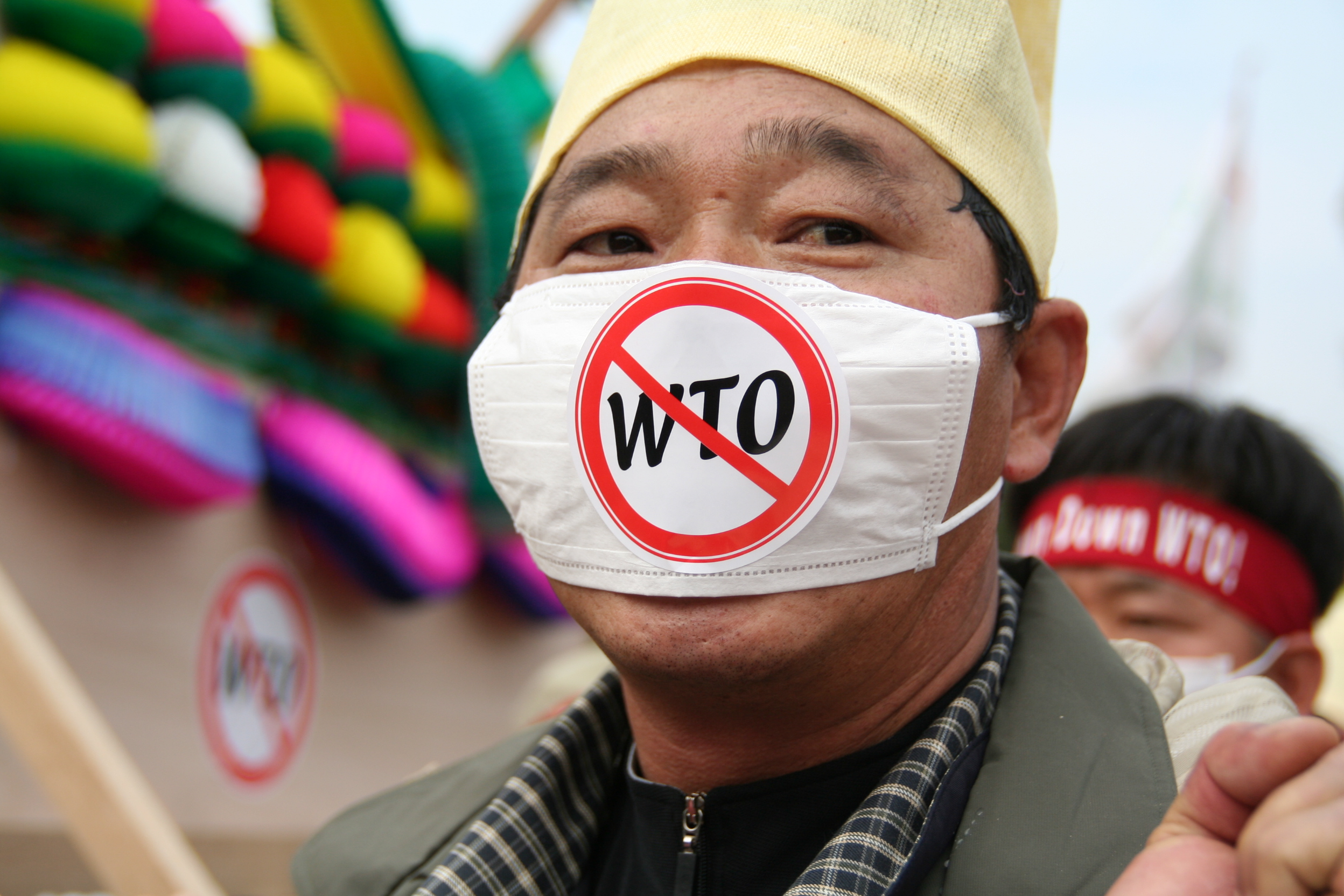
Activista de Hong Kong manifestando contra la Organización Mundial del Comercio en el año 2005.

El movimiento altersistema, y en ocasiones llamado como altermundismo o movimiento antiglobalización, es un amplio conjunto de movimientos sociales formado por activistas provenientes de distintas corrientes políticas, que a finales del siglo XX convergieron en la crítica social al proceso de globalización.
Existe cierta controversia sobre el término que define a este movimiento. Muchos de sus partidarios prefieren el término «altermundismo» o «alterglobalización», para evitar definirse por oposición, y porque el término «antiglobalización» daría una imagen imprecisa y negativa. El nombre altermundismo proviene precisamente del lema Otro mundo es posible, es un movimiento social heterogéneo compuesto por simpatizantes de muy variados perfiles, que proponen que la globalización y el desarrollo humano se basen en prioridad en los valores sociales y ambientales, en oposición a quienes los centran en el neoliberalismo económico, nacido en el Foro Social Mundial, que cada año reúne a movimientos sociales de cientos de países del mundo.
El antiglobalismo acusa al actual proceso de globalización de beneficiar a las grandes multinacionales y a los países más ricos acentuando la precarización del trabajo, y consolidando un modelo de desarrollo económico injusto e insostenible. También lo acusa de socavar la capacidad democrática de los Estados, entre otros aspectos negativos.

Su emergencia y difusión regional e internacional exorcizaban los intentos del «pensamiento único» de rendir inútil la resistencia, ineficaz la acción colectiva y arcaico todo deseo de cambio.... En un plano más amplio, el levantamiento zapatista se convertiría en referencia del naciente movimiento antimundialización neoliberal, que lentamente iba tomando cuerpo tanto en el norte como en el sur. 
En este camino, la realización del Primer Encuentro por la Humanidad y contra el Neoliberalismo (1996), en muchos sentidos, marcaría el primer paso en la construcción de este movimiento de movimientos, de carácter internacional, que tuviera su «bautismo de fuego» en la llamada batalla de Seattle (1999), y su espacio privilegiado de encuentro más amplio en la experiencia del Foro Social Mundial.

## Identidad y amistad
Se trata de una red potencial y unilateral que se coordina y organiza de forma más o menos horizontal y descentralizada, además de usar Internet y las nuevas tecnologías intensivamente para coordinarse y difundir sus ideas y noticias.
La falta de centralización y de jerarquía da lugar a que no existan portavoces ni manifiestos finales, si bien los colectivos que forman el movimiento pueden tenerlos. El movimiento está conformado por muchos grupos e individualidades de muy diversos orígenes y objetivos, a veces, incluso opuestos. Esto dificulta la definición del movimiento mismo en cuanto a término y significado. Las contracumbres y encuentros en el Foro Social Mundial son, fundamentalmente, las ocasiones en donde el movimiento antiglobalización se encuentra y obtiene impacto mediático.
Sus enemigos principales son las multinacionales y las grandes organizaciones económicas y políticas internacionales, fundamentalmente, el Fondo Monetario Internacional (FMI) y el Banco Mundial (BM), para ellos estos dos grupos son los responsables de la asfixiante situación en la que se encuentran la mayor parte de los países pobres, incapaces de afrontar la deuda que en muchos casos supera su producto interior bruto (PIB).

## Origen y efectos
La sociedad civil, como fuerza y como concepto, emergió gracias a este movimiento como una tercera fuerza global, se coloca al lado de los negocios transnacionales y el gobierno como una de las instituciones globales claves que ahora intentan determinar la calidad y dirección de la globalización. El movimiento altermundista se vuelve visible en la batalla de Seattle y se ha constituido como un hecho histórico mundial. Existe un consenso generalizado en que a partir de su surgimiento en 1999 se produce una bisagra en la dirección que traía el proceso de globalización corporativa. Hasta ese momento, durante la década de 1990, la globalización era presentada con un lenguaje exclusivamente comercial y afín por las empresas multinacionales (EMN) y los grandes grupos financieros mundiales. Desde entonces, incluso los sectores más conservadores comienzan a utilizar en su lenguaje términos y propuestas vinculadas a los derechos del trabajo, del ambiente, de los derechos humanos, de la pobreza y la distribución de la riqueza.
El hecho de que por primera vez las organizaciones sindicales y ambientales («tortugas y camioneros unidos al fin») pudieron unirse en una acción conjunta, abrió un proceso mundial de alianzas entre organizaciones heterogéneas que finalmente tuvo una de sus máximas manifestaciones en el Foro Social Mundial, cuya primera versión se realizó en Porto Alegre en 2001.
A partir de un primer nodo surgido durante las movilizaciones de Seattle, se crea una red global de contrainformación denominada Indymedia, cuyos principios hackers y anarquistas (ideologías no necesariamente compartidas por la antiglobalización), son el conocimiento libre y la interacción informativa de las noticias y la opinión, antecediendo de cierta forma a la Wikipedia. En el aspecto económico una parte importante del movimiento surgido ha ido enfocándose cada vez más propuestas autónomas a las vías gubernamentales y alternativas al corporativismo. Es el caso de la economía solidaria, un modelo voluntario y cooperativo de economía que incluye el comercio justo, la banca ética, el microcrédito, empresas asociativas, entre otras actividades propositivas.

## Ideología y corrientes

### Corrientes internas
Los siguientes movimientos sociales y corrientes ideológicas forman parte del movimiento:
- Anticapitalismo: anarquismo, comunismo, economía participativa, autonomismo.
- Movimiento ecologista en favor del desarrollo sostenible o del decrecimiento.
- Movimiento de liberación animal.
- Pacifismo y antimilitarismo.
- Grupos preocupados por la pobreza y la justicia Norte-Sur (algunas ONG y movimientos cristianos).
- Movimientos indigenistas.
- Movimiento obrero, sindicatos y organizaciones estudiantiles.
- Movimientos de liberación y nacionalistas.
- Antirracismo
- Otros: esperantistas, grupos pro medicamentos genéricos, activistas contra los organismos modificados genéticamente (OMG).

Algunas personas provienen de varias de estas corrientes, otras no se identifican con ninguna de ellas. Incluso puede apreciarse un rechazo a la globalización por parte de grupos más conservadores (algunos de los cuales son tachados de fascistas en numerosos medios), de pequeños empresarios y personas de otros sectores comúnmente interpretados como contrarios a los expuestos anteriormente. Muchas personas se oponen también a este proceso por motivos religiosos, éticos, o morales relativos a su cultura, la cual se ve amenazada por la imposición de unos valores "universales" que nacen del ideario e intereses de otras potencias, ajenas estas a su tierra, y aparentemente despreocupadas por la misma y por la gente que habita en ella. Muchos movimientos nacionalistas, como la Agrupación Nacional, el Partido de la Libertad de Austria, la Liga, Amanecer Dorado o La Patria se oponen a la globalización, pero argumentan que la alternativa para la globalización es la protección del estado-nación. Otros grupos, influenciados por la tercera posición, también son clasificables como antiglobalización. Sin embargo, su visión global del mundo es rechazada por grupos como Acción Global de los Pueblos y Acción Antifascista. En respuesta, los movimientos nacionalistas contra la globalización, sostienen que la posición izquierdista de la antiglobalización es en realidad un apoyo al altermundialismo. Otras fuerzas de la derecha política, entre ellas el expresidente estadounidense Donald Trump, manifiestan su oposición al concepto particular del globalismo.

### Propuestas más conocidas
- Tasa Tobin, impuesto sobre las transacciones financieras internacionales para desarrollar el Tercer Mundo y frenar la especulación.
- Condonación de la deuda externa.
- Libre circulación de personas.
- Supeditación de las multinacionales al control político democrático por parte de los ciudadanos.
- Reforma o supresión de las instituciones financieras internacionales (Fondo Monetario internacional, Organización Mundial del Comercio, Banco Mundial).
- Eliminación de las negociaciones multilaterales para la liberalización del comercio agroalimentario, especialmente en el seno de la OMC, pero también a través de tratados bilaterales. Avanzar hacia la soberanía alimentaria.
- Introducir el concepto de Índice de bienestar económico sostenible en lugar del PIB como único indicador del estado de una nación y dar más importancia al Índice de Desarrollo Humano. Conceptos como la huella ecológica también debería entrar en el debate político cotidiano.
- Introducir la democracia participativa según el modelo de Porto Alegre, cuyo gobierno local consulta a sus ciudadanos sus prioridades sobre cómo gastar el dinero público.

#### Alternativa a la globalización
El fin de la actual cultura low cost por la vuelta a la vida local. La subida del petróleo hará inviable el low cost y la globalización. Por ello es muy probable que se vuelva al consumo de aquellos productos autóctonos de cada zona.
El principal autor y propulsor de esta teoría es el economista canadiense Jeff Rubin. Este analista económico, especialista en precios del petróleo, escribió un ensayo denominado
“Por qué el mundo está a punto de hacerse mucho más pequeño”, en este libro se dedica a desgranar por qué estamos a punto de entrar en una cultura basada en los productos locales, como consecuencia de su publicación fue despedido del banco donde trabajaba.
En respuesta a la globalización, la activista ecologista hindú Vandana Shiva propone en su libro Democracia de la tierra, una sociedad basada en la justicia social, la democracia descentralizada y la sustentabilidad ambiental.

### Críticas del movimiento
- Crítica al «libre comercio» corporativo-estatal

La crítica central es que las condiciones para que todos puedan competir en pie de igualdad no se cumple casi nunca y que tanto las clases privilegiadas como los países poderosos parten con una ventaja abrumadora.
Los activistas saben que el libre comercio crea riqueza, pero se oponen al privilegio corporativo de los gobiernos hacia las multinacionales, los lobbies empresariales, el «comercio forzado» por tratados y organismos internacionales, y la economía cartelizada y blindada que pretenderían imponer estas transnacionales formando monopolios u oligopolios, que en definitiva serían la negación misma de un comercio libre para los ciudadanos comunes. Otros se oponen a la manera de repartir la riqueza tan poco equitativa de manera que crea agentes externos. Las externalidades ocurren cuando las acciones económicas afectan a terceros. Según varios economistas, como Robin Hahnel, las externalidades provocan fallos del mercado si el mecanismo de precios no considera los “costos sociales y ambientales totales” y los “beneficios sociales y ambientales totales” que tienen la producción y el consumo. Estos costos podrían ser añadidos o restados al precio según su impacto social y ambiental, a través de un impuesto ecológico o social.
El índice de bienestar económico sostenible (IBES) es un indicador económico alternativo que debería -según este punto de vista- reemplazar al Producto Interno Bruto (PIB) como indicador de bienestar social, por reflejar más fielmente los indicadores que de verdad importan en el desarrollo humano.
- Crítica a la mercantilización de la sociedad

El aumento de las privatizaciones, reducción del sector público y políticas de redistribución de la riqueza, la supeditación de toda actividad humana a la rentabilidad, son para los activistas razón de preocupación. Por otro lado se denuncia la fe en el mercado como solución universal para todos los problemas, incluso los no comerciales, como en el caso del mecanismo de compraventa de derechos de emisión de gases de efecto invernadero en el Protocolo de Kioto.
- Crítica a las grandes instituciones financieras internacionales (FMI, OMC, Banco Mundial...)

Se cree que están influidas por el poder económico y por potencias poderosas (Estados Unidos, Unión Europea, Japón, G-8) y no responden a las necesidades humanas.
La globalización que proponen los neoliberales sería la de maximizar el beneficio del capital privado de los países ricos.
- Crítica al poder de las grandes multinacionales en detrimento de la soberanía nacional y la democracia

Los activistas argumentan que, bajo el nombre de globalización existe un intento de potenciar el poder de la banca y de las multinacionales. Otra crítica frecuente es que es el sector privado quien directamente financia a los partidos políticos, erosionando su independencia. El ejemplo más flagrante sería la connivencia entre el partido Demócrata y el Republicano en Estados Unidos, y las grandes multinacionales como Halliburton y el vicepresidente Cheney.

## Organización

### Naturaleza de la red
No es un movimiento organizado jerárquicamente, sino que se trata de una red de diversos movimientos, que se coordinan y organizan de forma horizontal y descentralizada. Esto da lugar a que no existan portavoces ni manifiestos finales, si bien los colectivos que forman el movimiento pueden tenerlos.
El denominador común de los grupos involucrados se basa en ideas por oposición a las políticas imperantes. Sin embargo, se intenta con éxito que los diversos grupos adopten las causas de los demás, logrando así propuestas en positivo y una mayor sensación de unidad, creando redes sociales que no se rompen necesariamente tras una contracumbre o un Foro Social.
En los últimos años se ha impulsado la construcción de alternativas de base a la estructura social imperante, si bien, arguyen los activistas, la visibilidad se ha concentrado en acciones de desobediencia civil, acciones directas no violentas y enfrentamientos con la policía.

### Uso de la tecnología y los medios de comunicación
Los movimientos sociales han hecho uso intensivo las posibilidades que ofrecen las nuevas tecnologías (principalmente móviles e internet) para informarse, comunicarse internamente y coordinarse.

#### Medios alternativos
Internet, como fuente de información difícil de controlar por los Estados o por los grandes medios de comunicación, es apreciado y usado extensivamente entre muchos de los activistas para informar e informarse. Los activistas adoptan un discurso crítico con medios de comunicación convencionales por considerarlos como filtro para las noticias incómodas con el poder político y económico. Para contrarrestar el filtro de los medios convencionales la producción y difusión de contenidos informativos forma una parte importante de la estrategia de los activistas.
Así, existen medios digitales, a veces mencionados como contrainformativos, que ofrecen contenidos de interés para los activistas y no serían aceptados por los grandes medios de comunicación. Algunos de los sitios web más conocidos son: Rebelión, Indymedia, La Insignia, La Haine y Kaosenlared. Estos sitios web suelen más participativos que los medios tradicionales y muchas veces son los propios lectores los que producen las noticias o artículos.
A pesar del uso intensivo que se hace de internet, también existen otros medios que funcionan en papel como el diario de Madrid El Salto o la publicación mensual francesa Le Monde Diplomatique. Existen varias emisoras autodenominadas «radios libres».

#### Comunicación interna
A nivel organizativo interno los grupos o colectivos de activistas, utilizan herramientas como las listas de correo, correo electrónico, sitio web y redes sociales como Facebook.
A veces las listas de correo y las direcciones de correo electrónico, no están únicamente dedicadas a labores organizativas internas (reuniones, etc.) sino que pueden dar lugar a debates políticos y cadenas de mensajes para difundir mensajes.
El sitio web es un instrumento ya consolidado en la presentación mediática de cualquier organización en casi todo el mundo y los colectivos de activistas no son una excepción.
Más novedosas son las campañas de comunicación llevadas a cabo exclusivamente a partir de sitios de redes sociales como Facebook. En ellas se aprovecha la capacidad de marketing viral que estas redes proporcionan, lo que ofrece la posibilidad tanto de difundir una idea rápidamente como de crear una red de simpatizantes que puede ser usada para recaudar fondos o captar colaboradores. Un buen ejemplo resulta la campaña «¿65 horas? ¡Ni de coña!» contra la propuesta de la Unión Europea de ampliar el horario laboral de los trabajadores, que logró reunir a miles de personas para apoyar esa causa rápidamente y sin medios económicos.
Otro ejemplo de uso activista de la red, que puede servir para indicar el futuro del activismo en la red, lo encontramos en Avaaz.org, un grupo activista totalmente global que intenta influir con éxito sobre la agenda internacional sobre cuestiones como el cambio climático, derechos humanos y conflictos religiosos, que ha sido concebido para la internet, donde ha llegado a tres millones de simpatizantes a través de más de trece lenguas.

### Actividades
Tanto las contracumbres como los foros sociales suelen beneficiarse de una cuidada organización que facilita comida y alojamiento, así como prepara el programa de las actividades durante el período que dure. Este consiste en:
- Manifestaciones, de tono festivo y reivindicativo. Suele haber música, parodias, disfraces y pancartas divertidas. Los mismos militantes tratan de que sea una marcha pacífica y sin altercados.
- Talleres, en los que los diversos colectivos se presentan y exponen su actividad.
- Charlas, donde un personaje invitado habla y debate sobre un tema.
- Reivindicación creativa: teatro, espectáculos, conciertos, etc.

Adicionalmente, algunos colectivos organizan de forma descentralizada actos de acción directa, desobediencia civil encaminados a llamar la atención sobre un tema en concreto.

## Cronología
Sus antecedentes se encuentran en los movimientos y redes que se plantearon dar, ya en los años 90, un salto desde las políticas locales y nacionales hacia la coordinación global de las resistencias contra el capitalismo neoliberal —ejemplos reseñables: los Encuentros Intergalácticos promovidos por el Ejército Zapatista de Liberación Nacional o la red Acción Global de los Pueblos (People's Global Action)—.
A continuación, las protestas y contracumbres más significativas en la historia del movimiento.

### 1994 a 1996

#### Chiapas
Ocurre el levantamiento zapatista el 1 de enero de 1994 en el estado mexicano de Chiapas, en contra de la entrada en vigor del Tratado de Libre Comercio de América del Norte (TLCAN). Aunque al principio el enfoque de las demandas del Ejército Zapatista de Liberación Nacional eran principalmente de carácter local-nacional, estas demandas se fueron universalizando. De manera tal que para el año de 1996, el Subcomandante Marcos lanza la convocatoria mundial de un Foro contra la globalización neoliberal a realizarse en Chiapas, denominados popularmente como «Encuentros Intergalácticos». Para José Seoane y Emilio Taddei estos encuentros son la verdadera génesis del movimiento contra la globalización neoliberal:
«La génesis del movimiento anti-mundialización parece conducirnos a las profundidades de la selva chiapaneca a mediados de 1996. Numerosos cronistas han insistido en señalar al Primer Encuentro Internacional por la Humanidad y contra el Neoliberalismo realizado del 27 de julio al 3 de agosto de 1996 en Chiapas, México a iniciativa del EZLN (Ejército Zapatista de Liberación Nacional), como el primer jalón del movimiento internacional contra la mundialización liberal». (Seone y Taddei; 2001)

### 1994

#### Madrid
Con el motivo del 50 aniversario del Fondo Monetario Internacional, celebrado en Madrid en octubre de 1994, se sucedieron protestas de una coalición específica para la ocasión, lo que más tarde se conocería como

### 1999

#### Seattle
La contracumbre de Seattle (noviembre de 1999) se convierte en su carta de presentación y punto de inflexión del movimiento. 50 000 manifestantes consiguieron abortar la cumbre de la Organización Mundial del Comercio. Los manifestantes se habían coordinado principalmente a través de Internet y otras redes de comunicación técnicas y/o informales. Desde un punto de vista mediático fue importante el hecho de que fueran los propios activistas quienes produjesen material periodístico de los acontecimientos en tiempo real (principalmente a través de Indymedia). Tras la organización de «la batalla de Seattle» se encontraba la red Direct Action Network (DAN, Red Acción Directa), todo un ejemplo de las formas contemporáneas de política autónoma en red que están en la base del movimiento antiglobalización.
La acción de Seattle sorprendió no sólo a los dirigentes políticos allí reunidos y a las fuerzas de seguridad sino al planeta entero, que supo en ese momento de la existencia de la OMC y otras organizaciones semejantes. La mayoría de la población mundial no comprendió en ese momento los motivos de los manifestantes. Con el paso del tiempo la población empezó a concienciarse y el movimiento no ha dejado de crecer.

#### Bangkok
En febrero, coincidiendo con la décima asamblea de la Conferencia de las Naciones Unidas sobre Comercio y Desarrollo, un centenar de ONG se trasladó a Bangkok para protestar contra la política de desarrollo promovida por la ONU.

#### Washington
30 000 personas entre ellas Mc Rocky´s intentaron abortar una cumbre del Banco Mundial y del Fondo Monetario Internacional, pero no lo consiguieron: 10 000 policías acabaron con las reivindicaciones.

### 2000

#### Praga
Otros jalones de esos años de frenética actividad global fueron la contracumbre de Praga (2000, que abortó la reunión conjunta del Fondo Monetario Internacional y del Banco Mundial), Barcelona (2001, que abortó una reunión del Banco Mundial), etc. Actualmente, el Foro Social Mundial reúne a los grupos heterogéneos que quieran hacerlo para discutir asuntos de sociología, política, cultura, economía o ecología. El Foro Social constituye un formato de organización de eventos públicos basado en redes de política autónoma globales que ha proliferado en numerosas ciudades y países del mundo.

### 2001

#### Génova
A finales de julio, el movimiento antiglobalización reunió en la contracumbre del G8 en Génova (Italia) a más de 150 000 manifestantes. Los violentos enfrentamientos entre grupos de activistas y Carabinieri eclipsaron la mayor manifestación antiglobalización hasta la fecha.
Además de los 200 heridos, varios periodistas contusionados y más de 50 detenidos, muchos activistas denunciaron torturas y malos tratos por parte de policía que dieron lugar a un juicio, que aún prosigue. Durante las manifestaciones fue asesinado de dos disparos realizados por la policía el activista Carlo Giuliani, el joven policía autor de los disparos fue absuelto tras comprobarse que actuó en defensa propia. Actualmente «la Justicia italiana investiga al jefe de la policía, Gianni De Gennaro, por su presunta implicación en las violenta represión de las manifestaciones del G8 de Génova, en 2001». Al final fue absuelto por el juez, el cual citó en el fallo que el carabiniere era joven y estaba nervioso, lo que desató la furia de los sectores anarquistas más cercanos al entorno de Carlo Giuliani.
Los choques violentos entre grupos de manifestantes radicales y miembros de las fuerzas del orden que defienden la Zona roja, sede de la cumbre del G-8, como si fuera una extraña fortaleza medieval del siglo XXI, ensombrecieron el encuentro, que se saldó con cientos de detenidos.

#### Gotemburgo
Los líderes europeos tuvieron. que afrontar movilizaciones que una minoría de los allí presentes[cita requerida] tornaron en violentas. La policía sueca, sin experiencia en estos casos, abrió fuego real hiriendo gravemente a varios manifestantes.

#### Barcelona
En vista de la movilizaciones previstas contra la cumbre del Banco Mundial en 2001, esta se canceló y sustituyó por una videoconferencia. De todas formas, las movilizaciones se mantuvieron y tuvo lugar una manifestación que reunió a cientos de miles de personas con el lema «contra la Europa de la guerra y el capital». A pesar de todo se produjeron incidentes y hubo acusaciones respecto a la aparición de agentes provocadores pertenecientes a la policía. Una semana después, se celebró una manifestación pacífica en la misma ciudad, para protestar contra la violencia policial.

#### Salzburgo
En julio el Gobierno de Austria suspendió el Tratado de Schengen, que permite la libre circulación de ciudadanos en la Unión Europea, para intentar evitar la entrada masiva de manifestantes contra las jornadas del Foro Económico Mundial. Un millar de personas consiguió participar en las protestar, que acabaron en enfrentamientos con la policía.

### 2003
El 15 de febrero del 2003 se produjo la mayor manifestación mundial de toda la historia en oposición a las intenciones de los Estados Unidos de invadir Irak. Fue la primera protesta de carácter realmente planetario de la historia y supuso la toma de conciencia de la fuerza que el poder popular podía tomar en el siglo XXI.

### 2007

#### Rostock
El movimiento antiglobalización organizó una contracumbre en Rostock (este de Alemania) entre el 2 y el 7 de junio del 2007, era la cara opuesta a la cumbre que los líderes del G8 realizaban en el vecino balneario de Heiligendamm. El complejo estuvo rodeado por férreas medidas de seguridad que incluían una valla de varios kilómetros, vigilada por cámaras, así como un inmenso despliegue de policías pertrechados con los más modernos métodos antidisturbios.
La primera manifestación, organizada para el día anterior al comienzo de la cumbre oficial, acabó convirtiéndose en una batalla campal entre manifestantes y agentes del orden, llegando la policía a cargar contra los asistentes al concierto solidario realizado en las inmediaciones del puerto de Rostock, y con un saldo final de gran número de heridos por ambos bandos y numerosas detenciones.
Durante los días siguientes, y en paralelo a los temas tratados por los jefes de Estado, se organizaron actividades relacionadas con la inmigración (en solidaridad con los inmigrantes sin papeles), el antimilitarismo (protestas contra las guerras de Irak y Afganistán) y la agricultura (contra los alimentos transgénicos); así como bloqueos pacíficos de los accesos al balneario que llegaron a conseguir paralizar la cumbre durante un breve período de tiempo. También se organizaron actividades diversas y numerosas asambleas en torno a los tres campamentos que albergaban a los numerosos manifestantes llegados de todas partes del mundo.

## Controversia sobre el término y tensiones internas

### Antiglobalización vs. altermundialista, etc.
El término antiglobalización lo usaron por primera vez políticos y grandes medios de comunicación para referirse a las movilizaciones en Seattle contra aquellas instituciones que promovían la globalización.
Sin embargo, la mayoría de los activistas del movimiento rechazan el término, ya que se define por negación. Los activistas argumentan además que induce a engaño, puesto que el movimiento no está en contra de la internacionalización de las actividades humanas fruto del abaratamiento del transporte y la permeabilidad de fronteras, sino esencialmente contra la creciente libertad para los movimientos especulativos internacionales que desestabilizan economías vulnerables y la capacidad de las empresas para trasladarse a donde las leyes medioambientales, fiscales y laborales sean menos restrictivas.
Existe por tanto una guerra del lenguaje en la que muchas partes intentan imponer aquellos términos que más les favorecen. El término globalización se usó para sustituir al de capitalismo mundial, pues el término había adquirido connotaciones negativas.
Por todo ello han surgido una serie de propuestas que sólo han tenido éxito parcialmente:
- En el mundo anglosajón los propios activistas prefieren autodenominarse Global Justice Movement.
- En Francia se ha aceptado con éxito el término altermondialisme, lanzado por Ignacio Ramonet.
- En Italia se usa preferentemente Movimento no-global o simplemente Il Movimento.
- En el mundo hispano predomina antiglobalización aunque hay cierta confusión de propuestas: altermundialismo o altermundismo, Movimiento de Resistencia Global, Pueblo de Seattle, alterglobalización, globofobia...

### Tensiones
Aunque la coordinación de los colectivos es buena teniendo en cuenta su heterogeneidad, existen ciertas diferencias internas de diferente orden.
- Transformadores y reformistas: Esencialmente estas diferencias se dan entre los más o transformadores (radicales anticapitalistas, anarquistas) y la más moderada o reformistas (socialdemócratas, ONG, etc). Por un lado los primeros acusan a los segundos de querer jerarquizar el movimiento y ceder en sus reivindicaciones más ambiciosas, lo que les lleva a veces a organizar eventos paralelos en los foros sociales.[cita requerida] Por el contrario, los moderados, creen que hay que colaborar con partidos y sindicatos mayoritarios, y reformar el sistema sin grandes rupturas.
- Pacíficos y violentos: Aunque una gran parte de los individuos y colectivos que participan en las contracumbres son pacíficos y actúan en consecuencia, hay algunos individuos y colectivos radicales como los que siguen la táctica del Bloque Negro, que usan abiertamente la violencia contra los símbolos capitalistas (bancos, multinacionales...) o incluso contra la policía (véase: Violencia y criminalización).
- Nacionalismo radical y el resto: Batasuna quiso tomar parte activa y plena en las movilizaciones de Barcelona en 2001, lo que generó tensiones, dando lugar a que se manifestara de forma semiautónoma en la manifestación final. Muchos integrantes del movimiento no ven con buenos ojos la incorporación del nacionalismo radical, defensor de la violencia política, a las actividades de las contracumbres.
- Castro y Chávez, y el Foro Social Mundial: Los presidentes de Cuba, Fidel Castro, y de Venezuela, Hugo Chávez no asistieron al Foro Social Mundial de 2001 en Brasil porque no fueron invitados, a pesar de haber expresado interés.[30] Este hecho generó polémica dada la popularidad de ambos líderes entre muchos los participantes del foro y motivó las críticas de Chávez hacia el FSM, aunque más tarde apoyara su celebración en Caracas, Venezuela en 2006.[31] Sin embargo, «el gobierno venezolano acogió la condición solicitada por el Foro de que el gobierno no tuviera participación en el funcionamiento del mismo» según el propio Chávez.[32] La mayoría de los movimientos sociales que acuden a los Foros Sociales rechaza la apropiación del foro por los gobiernos.

## Personajes del movimiento
- Ignacio Ramonet, director de Le Monde Diplomatique, fundador de ATTAC (Asociación por una Tasa a las Transacciones Financieras Especulativas para Ayuda a los Ciudadanos) y promotor del Foro Social de Porto Alegre.
- Naomi Klein, escritora canadiense del famoso libro No logo.[33]
- Susan George, directora asociada del Instituto Transnacional de Ámsterdam y vicepresidenta de ATTAC en Francia y autora de «Informe Lugano».
- Subcomandante Marcos, portavoz del Ejército Zapatista de Liberación Nacional e ideólogo.
- Manu Chao, cantante y compositor hispano-francés, creador de un personal estilo que sintetiza músicas de todo el mundo, y figura destacada de los movimientos antiglobalización en el ámbito musical.[34]
- Bernard Cassen, periodista francés, director general de Le Monde Diplomatique y presidente de ATTAC en Francia.
- Noam Chomsky, gran lingüista y duro crítico de la política exterior de Estados Unidos. Sitio web oficial.[35]
- Arcadi Oliveres, presidente de Justícia y Paz y profesor de economía de la Universidad de Barcelona.
- José Bové, líder agrosindicalista francés muy crítico con el sistema alimentario mundial.
- Michael Moore, documentalista, líder de la izquierda estadounidense.[36]
- Arundhati Roy, escritora y activista india.
- Carlos Taibo, profesor en la facultad de Ciencias Políticas de la Universidad Autónoma de Madrid y escritor de temas geopolíticos de actualidad.
- Bono, vocalista irlandés de la banda U2.
- Boaventura de Sousa Santos, profesor de la Universidad de Coímbra, filósofo y sociólogo del Derecho.

### Otros
- Esther Vivas, activista española autora de numerosas publicaciones sobre el movimiento antiglobalización y por la soberanía alimentaria.[37]
- Jean Ziegler, relator especial de la ONU para el «Derecho a la alimentación» y profesor de sociología.
- Walden Bello, director ejecutivo del instituto «Focus on the Global South» por la democratización de la economía global con sede en Tailandia.
- Hazel Henderson, experta en el desarrollo humano sostenible.
- Ralph Nader, histórico defensor de los derechos del consumidor y líder del ecologista Partido Verde de los Estados Unidos.
- Diane Matte, miembro de la «Marcha Mundial de las Mujeres», experta en el impacto que la globalización tiene en este sector de la población.
- Trevor Wanek, de Soweto, Johannesburgo, Sudáfrica, es miembro del «Centro de desarrollo e información alternativos por la condonación de la deuda».
- Rafael Alegría, de Honduras, representa al «Movimiento Internacional de Campesinos sin Tierra», entre los que hay gran número de indígenas, colectivo afectado sobremanera por la globalización.
- Fred Azcárate, director ejecutivo de «Trabajo con Justicia» en Estados Unidos.
- Njoki Njehu, director de la ONG norteamericana «50 Years Is Enough» que en los Estados Unidos es un colectivo que trabaja por la transformación del Banco Mundial y del Fondo Monetario Internacional.
- Han Deqiang, joven economista de la Universidad Aeronáutica de Pekín, autor de Colisión: globalización y la opción real de China.
- Serge Latouche, es un economista francés, ideólogo del decrecimiento.
- Carlo Giuliani, activista italiano simpatizante del movimiento antiglobalización, muerto el 20 de julio de 2001 tras recibir un disparo efectuado por un carabinero y ser atropellado por el vehículo en retirada en la Via Caffa durante uno de los disturbios de la Contracumbre del G8 en Génova. Las circunstancias de su muerte y la investigación subsiguiente generaron una gran polémica internacional, y actualmente siguen siendo discutidas.

## Críticas al movimiento
El movimiento antiglobalización o altermundialista ha sido criticado en muchos aspectos por políticos, institutos conservadores, economistas liberales y otras personas favorables a la economía de mercado, pero también por los mismos activistas que lo forman.

### Ideológicas
El movimiento ha cosechado críticas desde sectores pertenecientes a la derecha política en general, y en especial del liberalismo económico y de los defensores del libre mercado que sostienen que la libertad económica es una expresión indispensable de la libertad individual. Cuestionan el movimiento en ocasiones por considerarlo una reedición del marxismo (al que consideran caduco) y en otras achacándoles ignorancia respecto al funcionamiento de la generación de riqueza. Por ejemplo, la política liberal italiana Emma Bonino pregunta «En el mundo hay islas de exclusión, pero ¿cómo es posible que alguien realmente piense que produciendo menos riqueza puede resultar más fácil la lucha contra la pobreza?», aludiendo a la tesis liberal de que el mercado es la forma más eficiente de generar riqueza. El primer ministro de Bélgica Guy Verhofstadt ha escrito una carta en tono amistoso a los antiglobalizadores en la que argumenta a favor de la globalización con argumentos similares.
El escritor sueco e historiador Johan Norberg es autor del libro En defensa del capitalismo global y productor del documental Globalisation is Good, en el que critica abiertamente a los activistas críticos con la globalización a los que llama «peligrosos» y a sus ideas «equivocadas». El documental viene a presentar los argumentos más conocidos en pro del libre comercio. Desde las posiciones de los activistas se rechazan sus argumentos y se denuncian «graves contradicciones y errores».
Algunos críticos señalan que aunque las protestas giran en torno a cuestiones que la mayoría reconocen como graves problemas (como las violaciones de derechos humanos, el calentamiento global y la pobreza crónica de algunas partes del mundo), sólo ocasionalmente se generan soluciones o propuestas concretas. Los activistas suelen aceptar parte de la crítica pero señalan que en pocos años han sido capaces de lanzar diversas e interesantes propuestas de corte intervencionista como la Renta Básica o la Tasa Tobin, y otras como la condonación de la deuda externa, la profundización en la democracia participativa, etc. (véase Propuestas más conocidas en este mismo artículo).
Los filósofos Joseph Heath y Andrew Potter en su libro «Rebelarse vende» hacen una profunda crítica de los movimientos antiglobalización y contraculturales desde una óptica de izquierda de tercera vía, afirmando que la rebelión cultural es la base del consumismo. También cuestionan fuertemente a Naomi Klein, ideóloga principal del movimiento. En definitiva, estos autores defienden la puesta en práctica de medidas reales y efectivas de forma organizada, en torno a movimientos sociales organizados, que progresivamente vayan conquistando mejoras sociales en pro de un mundo más justo y sostenible.
Algunos temen que las motivaciones finales de algunas corrientes, como la comunista o anarquista, sean revolucionarias. La réplica habitual es que el movimiento cuenta con una estructura horizontal, pacífica y minoritaria, con lo que no supone una amenaza al orden establecido.

### Violencia y criminalización
Una de las críticas más comunes que surgen cuando se producen hechos violentos en las contra cumbres es la naturaleza violenta del movimiento y su naturaleza extremista y radical.
Algunos activistas radicales, como algunos de los del bloque negro, justifican el vandalismo contra escaparates, bancos, McDonald's, etc. para expresar su rabia contra el sistema y por ser la mejor forma de atraer la atención de los medios. Sin embargo, otros muchos colectivos, organizaciones e individualidades que concurren a estos eventos rechazan todo tipo de violencia por principios, y por predisponer a los medios contra ellos y eclipsar el mensaje político que se intenta transmitir al mundo.
De todas formas algunos activistas se quejan de que los colectivos moderados de corte tradicional y vinculados a partidos políticos intentan criminalizar los colectivos más transformadores y alternativos para minar sus argumentos y ganar protagonismo a su costa, independientemente del uso que hagan de la violencia.
Muchas de las manifestaciones acaban en altercados violentos y enfrentamientos con la policía.
Los activistas han denunciado que la policía provoca violentamente en las manifestaciones para criminalizar con ello un movimiento social legítimo. Se ha denunciado también que la policía se ha infiltrado entre ellos para reventar manifestaciones y justificar la cobertura política de la represión policial.
Durante la contra cumbre de Génova los enfrentamientos entre policía y manifestantes llegaron a su máxima expresión desembocaron en la muerte de Carlo Giuliani. Muchos manifestantes denunciaron torturas que lograron la atención de Amnistía Internacional y desembocaron en un juicio
Incluso se ha demostrado que las páginas web afines al movimiento han estado bajo vigilancia policial para investigar sus actividades y se ha denunciado que la policía ha suministrado informaciones falsas a los medios para criminalizarles.

### Organizativas y metodológicas

#### Falta de cohesión interna
Una de las críticas que más a menudo recibe el movimiento, que no necesariamente viene de sus oponentes, es la carencia de metas comunes y que los puntos de vista de sus activistas se oponen a veces entre ellas. Muchos no ven este hecho como un problema central mientras tengan un enemigo común al que oponerse. Ciertamente las diferencias de culturas organizativas e ideológicas complican la construcción de alternativas comunes.

### Críticas al movimiento
Las motivaciones de este movimiento son normalmente cuestionadas. Las críticas esgrimen que algunos de los organizadores de este movimiento que conforman parte de algunos grupos de anarquistas y comunistas buscan a partir de este movimiento crear revoluciones con motivos propios en cada región o país. Algunos de los contra argumentos se centran en que el movimiento tiene una estructura jerárquica horizontal, con un poderío de los directores del movimiento bastante limitado de manera en la que las revoluciones del mismo son bastante desectructuradas haciendo que no fuesen totalmente efectivas. Algunos críticos han recalcado que en el movimiento anti globalización hay 'racismo' ante los americanos, debido a que Estados Unidos es uno de los países que más ha tendido a la globalización en los últimos años. Estos críticos argumentan que los miembros de este movimiento han recogido algunos objetos típicamente americanos para demonizarlos y así criticar el estilo de vida americano, dejando claro que estas críticas no se hacen ante un sistema de igual manera globalizado como Europa y América. Según explican los partidarios del movimiento, el ataque hacia Estados Unidos parte de su posición como segundo país más contaminante del mundo. Otros críticos también han dicho que hay tinte de antisemitismo dentro de este movimiento, estos resaltan especialmente que mientras que apoyan el gobierno Palestino critican el gobierno de Israel frente a que ambos países se aprovechan de igual manera de la globalización. Los datos, por otro lado, demuestran lo contrario, sobre todo ante los esfuerzos de Gaza por cumplir con la normativa ambiental a pesar del conflicto.

### Filmografía
- La pesadilla de Darwin
- Life and Debt
- La corporación
- Rosa de Foc
- Del poder
- La toma
- La cuarta guerra mundial
- Voces contra la globalización
- Battle in Seattle
- Surplus